# Lowell (Arkansas)
Lowell es una ciudad ubicada en el condado de Benton en el estado estadounidense de Arkansas. En el censo de 2010 tenía una población de 7327 habitantes y una densidad poblacional de 307,16 personas por km².

## Geografía
Lowell se encuentra ubicada en las coordenadas 36°15′21″N 94°9′12″O / 36.25583, -94.15333. Según la Oficina del Censo de los Estados Unidos, Lowell tiene una superficie total de 23.85 km², de la cual 23.69 km² corresponden a tierra firme y (0.68%) 0.16 km² es agua.

## Demografía
Según el censo de 2010, había 7327 personas residiendo en Lowell. La densidad de población era de 307,16 hab./km². De los 7327 habitantes, Lowell estaba compuesto por el 77.82% blancos, el 0.86% eran afroamericanos, el 1.36% eran amerindios, el 2.66% eran asiáticos, el 0.38% eran isleños del Pacífico, el 14.32% eran de otras razas y el 2.59% pertenecían a dos o más razas. Del total de la población el 24.68% eran hispanos o latinos de cualquier raza.